# Paula Badosa
Paula Badosa Gibert (Nueva York, 15 de noviembre de 1997) es una tenista española.
En 2014, con tan solo 16 años, fue convocada por Conchita Martinez, capitana del equipo español de Copa Federación. En 2015, se proclamó campeona de Roland Garros junior, meses después de hacer su debut como profesional en el circuito WTA en el Masters de Miami, donde alcanzó la tercera ronda. En 2017 se proclamó campeona de España, tras derrotar en la final a Carla Suárez en tres sets. En 2021, tras conseguir su primer título WTA en Belgrado, fue la primera y hasta ahora única española en ganar en Indian Wells. En abril de 2022, llegó al puesto número 2 en el ranking WTA, su mejor ranking hasta la fecha.

## Biografía
Nació en Manhattan, Nueva York, a donde su padre y su madre, Josep Badosa y Mireia Gibert, de origen gerundense, emigraron para desarrollar sus carreras en el mundo de la moda. Cuando ella tenía siete años regresaron a Barcelona. Empezó a jugar en el club Playa de Aro. A los catorce años necesitó un cambio y se trasladó a Valencia, al Tenisval, con José Altur y Pancho Alvariño. Regresó a Barcelona cuando tenía diecisiete años.
Integra el equipo de tenis del Real Club de Tenis Barcelona.
Su jugadora favorita, ha explicado en alguna de sus entrevistas, es María Sharápova.

## Trayectoria deportiva

### Junior

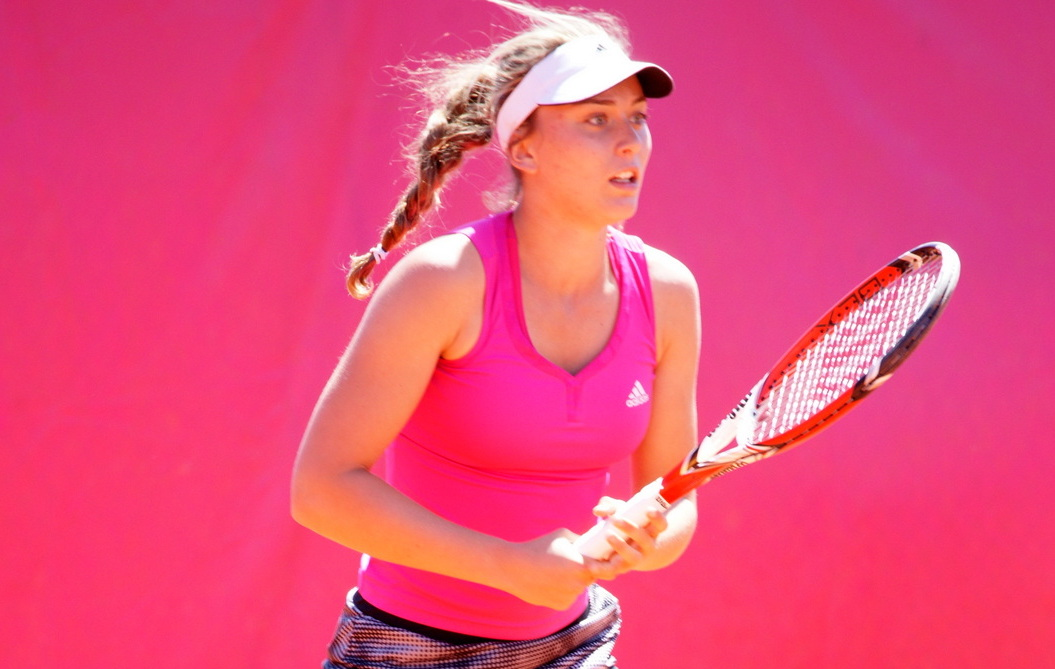
Badosa en 2014

Badosa llegó a ser la número 8 del mundo junior en enero de 2015. Hizo su debut en el circuito junior con 14 años en octubre de 2012, alcanzando los cuartos de final tras superar la fase previa en la Copa Junior Sánchez-Casal en Barcelona. En abril de 2013 alcanza su primera final en el torneo de Benicarló, donde pierde con Ioana Loredana Roșca. Consigue su primer título junior en febrero de 2014 en el torneo Mediterranee Avenir de Casablanca tras vencer en la final a Sandra Samir. En abril, volvería a perder con Roșca en la final de Benicarló. La semana siguiente, en el torneo Juan Carlos Ferrero celebrado en Villena, se hizo con el título tanto en individuales como en dobles. En individuales, derrotó a Roșca para conseguir su segundo título; mientras que en dobles, junto a Aliona Bolsova, derrotó a Roșca y Lilla Barzó para conseguir su primer título. En junio, participó en el torneo de Roehampton llegando, junto con Bolsova, a la final de dobles donde perdieron frente a Priscilla Hon y Fanny Stollár. En julio, alcanzó la final de los campeonatos de Europa junior tanto en individuales como en dobles. No fue capaz de alzarse con ninguno de los dos títulos tras perder contra Sara Sorribes en individuales y, junto a Sorribes, contra las británicas Emily Arbuthnott y Freya Christie en dobles.
En 2014, participó en tres de los cuatro Grand Slam en categoría junior. En individuales, alcanzó los cuartos de final en Roland Garros y Wimbledon, perdiendo con Françoise Abanda y Markéta Vondroušová respectivamente y cayó en la primera ronda del Abierto de los Estados Unidos frente a Tereza Mihalíková. En dobles, junto a Bolsova, alcanzó los cuartos de final en Roland Garros, los octavos de final en el Abierto de los Estados Unidos y perdió en primera ronda en Wimbledon.
Cerró su etapa junior haciéndose con el título en Roland Garros 2015 tras vencer en la final a Anna Kalinskaya.

### 2012-2014: debut en el circuito ITF, primer título y top 400
Paula hace su debut en el circuito ITF en abril de 2012, jugando torneos de $10K en España. Tras no superar la fase previa en Les Franqueses del Vallès y Vic, sí lo consigue en Getxto en mayo, haciendo su debut en el cuadro principal de un torneo ITF, perdiendo en primera ronda contra Chloé Paquet.
En 2013, continúa jugando torneos ITF de $10K, alcanzando las semifinales por primera vez en mayo en Monzón, donde pierde con Polina Vinogradova. En julio, participa por primera vez un torneo WTA International al serle concedida una invitación para la fase previa del torneo de Palermo, donde pierde en segunda ronda contra Giulia Gatto-Monticone, no consiguiendo clasificarse para el cuadro principal. A pesar de ello, consigue los puntos necesarios para entrar por primera vez en el ranking WTA en el puesto 904. Tras alcanzar los cuartos de final en el ITF $10K de Lérida, entra en el top 800 del ranking. En octubre, juega por primera vez un torneo de $25K en Vall de Uxó, alcanzando los cuartos de final tras superar la fase previa, donde pierde contra Arantxa Rus, entrando en el top 700. En noviembre, alcanza la final en el torneo $10K de Sant Jordi, haciéndose con su primer título profesional tras vencer a Lucía Cervera Vázquez en dos sets, entrando en el top 550. Cierra el año jugando el ITF $25K de Madrid, donde llega a los cuartos de final tras superar la fase previa, entrando por primera vez en el top 500.
En 2014, participa en el ITF $100K de Cagnes-sur-Mer en mayo, donde no consigue pasar la fase previa. En octubre, participa en dos torneos ITF $50K en México. En Monterrey no consigue superar la fase previa, algo que sí consigue en Tampico, donde avanza hasta los octavos de final. Continúa en México para disputar el ITF $25K de Ciudad Victoria, donde llega a la final, perdiendo contra Diāna Marcinkēviča en tres sets. Con este resultado, entra por primera vez en el top 400 del ranking en el puesto 366, su mejor ranking hasta la fecha.

#### 2015: debut en el circuito WTA, campeona de Roland Garros junior, segundo título ITF y top 200
Comienza la temporada en febrero participando en la fase previa del torneo WTA Premier de Amberes gracias a una invitación. Tras ganar en primera ronda a Anastasiya Vasylyeva, pierde en segunda ronda con Kateryna Bondarenko, no consiguiendo la clasificación para el cuadro principal. Hace su debut en el cuadro principal de un torneo WTA en el Masters de Miami gracias a una invitación. Consigue su primera victoria WTA tras ganar a Petra Cetkovská en la primera ronda. Alcanza la tercera ronda con otra victoria frente a Zheng Saisai, donde pierde contra la cabeza de serie número 14 Karolína Plíšková. Gracias a este resultado sube más de cien puestos en el ranking, entrando por primera vez en el top 300. En el Masters de Madrid, recibe una invitación para la fase previa, consiguiendo la clasificación para el cuadro principal tras ganar a Ana Konjuh y Lauren Davis en dos sets. En su debut, frente a la italiana Sara Errani, tiene que retirarse tras los tres primeros juegos por lesión.
Siendo su último año como junior, participa en Roland Garros en esta modalidad, alcanzando la final sin ceder un solo set ganando a Bianca Turati, Evgeniya Levashova, Charlotte Robillard-Millette, Katerina Stewart y la cabeza de serie número 1 Markéta Vondroušová. En la final, vence a Anna Kalinskaya en dos sets para alzarse con el título.
Continúa jugando torneos ITF de $25K, consiguiendo su segundo título profesional en Denain venciendo en la final a Irina Ramialison en dos sets. Tras este título, entra por primera vez en el top 250 del ranking en el puesto 221. Tras alcanzar los cuartos de final en Middelkerke, tiene su primera experiencia profesional en un Grand Slam disputando la fase previa del Abierto de los Estados Unidos. Tras ganar a Ons Jabeur en primera ronda, pierde contra Aliaksandra Sasnovich, no consiguiendo clasificarse para el cuadro final. Con este resultado, se queda a las puertas de entrar en el top 200 del ranking, algo que conseguiría la semana siguiente.
En septiembre, disputa la fase previa de los torneos WTA Internacional de Tokyo y Seúl. En Tokio no consigue clasificarse para el cuadro principal, algo que sí consigue en Seúl, donde pierde en primera ronda contra la cabeza de serie número 4 Varvara Lepchenko en dos sets. Con este resultado, alcanza el puesto 193 en el ranking, la mejor posición de su carrera hasta ese momento. Cierra la gira asiática con una derrota en primera ronda en el ITF $50K de Zhuhai.
De vuelta a Europa, disputa la fase previa del WTA Premier de Moscú, perdiendo en primera ronda contra Natalia Vikhlyantseva. Cierra el año disputando la fase previa del ITF $100K de Poitiers, donde pierde en primera ronda contra Ekaterina Alexandrova. Termina la temporada en el puesto 220 del ranking.

### 2016-2017: lesión, tercer título ITF y top-250
En 2016, disputa la fase previa del WTA Internacional de Rio de Janeiro, no consiguiendo la clasificación para el cuadro final. Repite presencia en el Masters de Miami con una invitación, no pudiendo emular su actuación del año anterior al perder en primera ronda contra Kristýna Plíšková. Con esta derrota, sale del top 250 del ranking, al que regresa tras alcanzar la final en el ITF $25K de Jackson, donde pierde con Grace Min en tres sets. Disputa por segundo año consecutivo el Masters de Madrid, esta vez sin tener que disputar la fase previa gracias a una invitación para el cuadro principal, donde nuevamente no puede completar el partido de primera ronda contra Alizé Cornet al tener que retirarse en el tercer set. Recibe una invitación para el torneo de Mallorca, en el que pierde en primera ronda contra su compatriota Sara Sorribes. Sin competir desde septiembre por lesión, sale del top 300, acabando la temporada en el puesto 314 del ranking.
Tras recuperarse de la lesión, comienza 2017 jugando tres torneos ITF $15K en Hammament, alcanzando los cuartos de final en dos de ellos. Recibe una invitación para el Masters de Miami por tercer año consecutivo. Dos semanas antes de Miami, disputa el ITF $25K de Sao Paulo, teniéndose que retirar durante el partido de cuartos de final contra Tita Torró, lo que pone en duda su presencia en Cayo Vizcaíno. Finalmente, participa en el Masters, perdiendo en primera ronda contra Kateryna Bondarenko. En Madrid, recibe una invitación para la fase previa, perdiendo en la primera ronda con Risa Ozaki en tres sets. Alcanza la final en el ITF $25K de Caserta, perdiendo con Claire Liu en dos sets. En agosto, consigue su tercer título profesional en el ITF $25K de El Espinar tras vencer en la final a Ayla Aksu en dos sets, regresando al top 300. Acaba 2017 en el puesto 247 del ranking.

### 2018: tres títulos ITF, primeros cuartos de final WTA y top-150

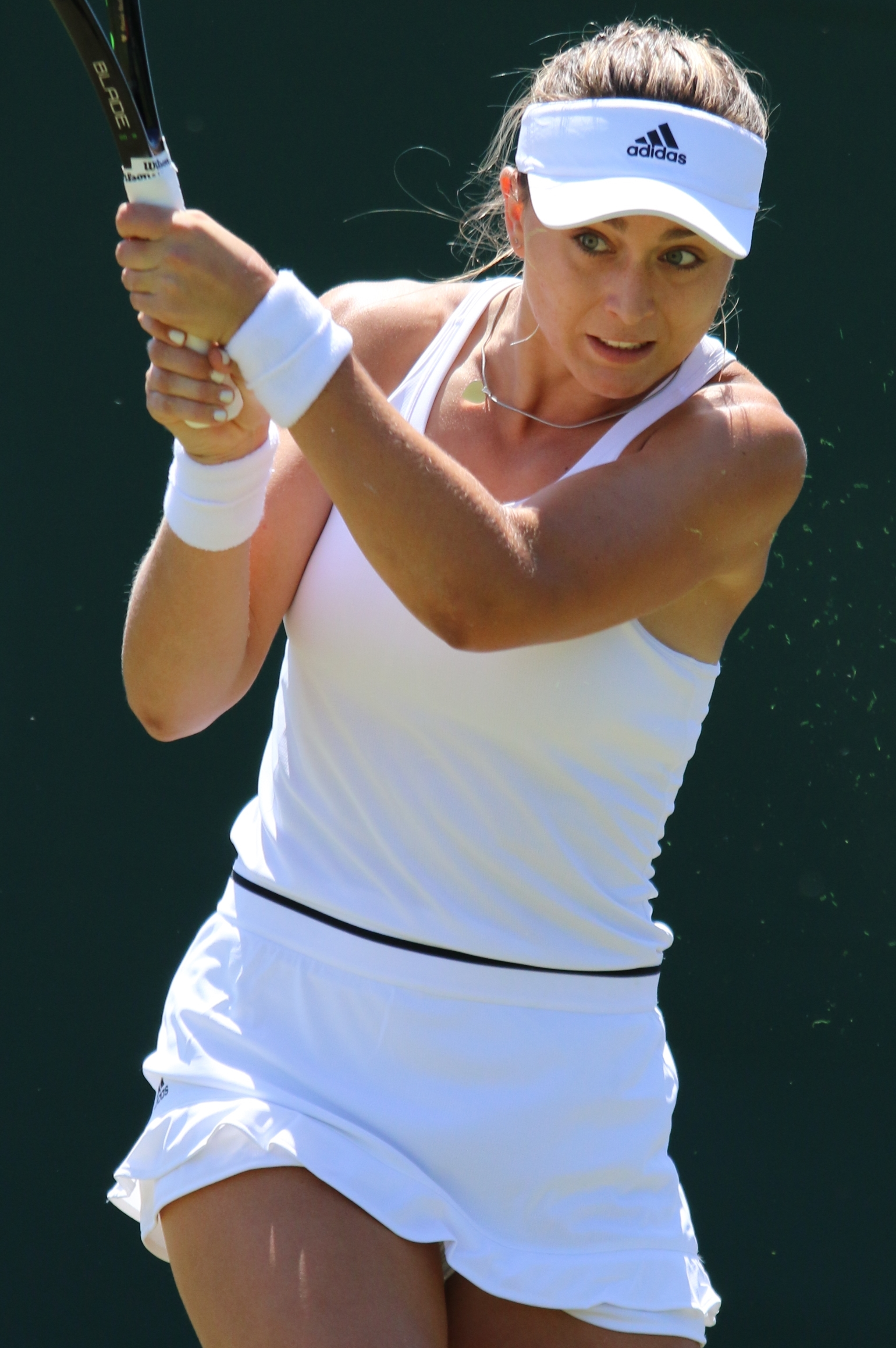
Badosa en Wimbledon 2018.

Paula disputa su primer torneo de 2018 en Glasgow, un ITF $25K en el que alcanza la final tras vencer a su compatriota Georgina García Pérez en semifinales. Consigue su cuarto título profesional, y el primero del año, ganando en la final a Maia Lumsden en tres sets. Disputa la fase previa de los torneos de Acapulco y Stuttgart, donde pierde en primera ronda con Tereza Martincová y Lena Papadakis respectivamente.
En el torneo de Rabat, procedente de la fase previa, alcanza los cuartos de final en un torneo WTA por primera vez en su carrera tras vencer a Fiona Ferro y Polona Hercog, perdiendo contra Aleksandra Krunić. Con este resultado, regresa al top 200 tras más de dos años y medio en el puesto 179, su mejor ranking hasta ese momento. En Madrid, disputa la fase previa con una invitación, no pudiendo superar la primera ronda contra Natalia Vikhlyantseva. Consigue su segundo título del año en el ITF $25K de Les Franqueses del Vallès venciendo en la final a Margarita Gasparián en tres sets, tras lo que sube al puesto 163 del ranking.
Disputa las fases previas de los torneos de Nottingham y Mallorca, no alcanzando el cuadro principal en ninguno de ellos. Gracias a su ascenso en el ranking, disputa por segunda vez en su carrera profesional la fase previa de un Grand Slam en Wimbledon, perdiendo en primera ronda contra Sara Sorribes en tres sets. Comienza la gira veraniega de tierra batida en el ITF $100K de Contrexéville, donde alcanza los octavos de final tras vencer a Eugenie Bouchard. Tras ello, disputa la fase previa en los torneos de Bucarest y Moscú. En Bucarest, pierde en la última ronda contra Claire Liu, mientras que en Moscú consigue acceder al cuadro principal tras vencer a Elena Rybakina y Olga Danilović, perdiendo en primera ronda contra Evgeniya Rodina.
En su intento por defender el título en El Espinar, se tiene que retirar en el segundo set del partido de cuartos de final contra la eventual campeona Liudmila Samsonova. En la fase previa del Abierto de los Estados Unidos, pierde en segunda ronda contra Alexandra Dulgheru, no alcanzando el cuadro principal. Tras ello, contrata a Xavier Budó como entrenador. Consigue su tercer título del año en el ITF $60K de Valencia, venciendo en la final a Aliona Bolsova en tres sets, alcanzando una nueva mejor marca personal subiendo al puesto 151 del ranking, entrando en el top 150 la semana siguiente. Disputa la final en el ITF $25K de Oslo contra Harriet Dart, teniendo que retirarse en el segundo set por lesión, tras lo que sube al puesto 143 del ranking. Cierra la temporada disputando el WTA 125 de Limoges, donde pierde en primera ronda contra Anna Blinkova en tres sets. Termina el año en el puesto 140 del ranking, el mejor de su carrera hasta ese momento. 

### 2019: debut en Grand Slam, primera semifinal WTA, séptimo título ITF y top-100
Paula comenzó el año disputanto la fase previa del Abierto de Australia, consiguiendo clasificarse para el cuadro final tras vencer a Denisa Šátralová, Ankita Raina y Marta Kostyuk. Hace su debut en un Grand Slam contra la invitada local Kimberly Birrell, perdiendo en dos sets. Tras la derrota, se queda en Australia para disputar los torneos ITF W60 de Burnie y Launceston, donde alcanzó la final y los octavos de final respectivamente, subiendo hasta el puesto 116 en el ranking, el mejor hasta ese momento.
Disputa las fases previas de los torneos de Budapest, Indian Wells, Guadalajara y Miami, no alcanzando el cuadro principal en ninguno de ellos salvo en Guadalajara donde, a pesar de perder en la última ronda de la clasificación, accedió al cuadro principal como lucky loser, perdiendo en primera ronda contra Olga Danilović en dos sets. Vuelve a los torneos ITF, jugando el W60 de Croissy-Beaubourg y el W25 de Bolton, donde alcanzaría los octavos y cuartos de final respectivamente.
Comienza la gira de tierra batida jugando la fase previa del torneo de Lugano, donde pierde en segunda ronda contra Katarina Zavatska. Tras ello, disputa los ITF W25 de Santa Margherita di Pula y Chiasso, alcanzando en ambos los octavos de final. En el ITF W60 de Les Franqueses del Vallès, disputado en pista dura, alcanza la final, no pudiendo defender el título conseguido el año anterior al perder con Katy Dunne en dos sets. Volviendo a la tierra batida, alcanza las semifinales del ITF W60 de La Bisbal d'Empordà. Juega la fase previa de Roland Garros, donde pierde en la primera ronda contra Tamara Korpatsch en tres sets. Tras no superar la fase previa en París, alcanza la final del ITF W25 en Essen, perdiendo con Tereza Martincová en dos sets. En el WTA 125 de Bol, pierde en primera ronda contra Ysaline Bonaventure.
En la gira de hierba, consigue clasificarse para el cuadro principal en 's-Hertogenbosch, donde alcanza los octavos de final ganando a Priscilla Hon. Pierde con Natalia Vikhlyantseva en dos sets. Recibe una invitación para el torneo de Mallorca, donde accede a los octavos de final tras conseguir su primera victoria contra una top 50 frente a Alison Riske. Pierde con Caroline Garcia en tres sets. Disputa la fase previa en Wimbledon, consiguiendo clasificarse para el cuadro principal tras vencer a Patricia Maria Țig, Liu Fangzhou y Samantha Murray Sharan. Pierde en primera ronda contra Varvara Flink en dos sets.
La gira veraniega de tierra batida la comienza en Bucarest, donde pierde en primera ronda contra la eventual campeona Elena Rybakina. En Palermo, alcanza sus primeras semifinales en un torneo WTA tras vencer a Pauline Parmentier, Fanny Stollár y Arantxa Rus, perdiendo contra la número 5 del mundo Kiki Bertens en dos sets. Con este resultado asciende al puesto 101 del ranking, el mejor hasta el momento, quedándose a las puertas de entrar en el top 100, algo que consigue la siguiente semana tras unas nuevas semifinales en el WTA 125 de Karlsruhe, ascendiendo al puesto 90. Cierra la gira de tierra batida alcanzando los octavos de final en el ITF W25 de Las Palmas de Gran Canaria.
En el Abierto de los Estados Unidos, accede a la última ronda de la fase previa tras vencer a Liang En-shuo y Quirine Lemoine, perdiendo con Magdalena Fręch en tres sets. A pesar de la derrota, consigue entrar al cuadro principal del Grand Slam como lucky loser, donde vuelve a perder contra Bertens en dos sets. Comienza la gira asiática en Nanchang, donde pierde en primera ronda con Peng Shuai. En Seúl, alcanza los cuartos de final tras vencer a Jil Teichmann y Țig, perdiendo contra Yafan Wang. Juega la fase previa del Masters de Pekín, donde pierde en primera ronda contra Heather Watson en dos sets.
Tras ello, juega dos torneos ITF W25 en Japón sobre moqueta, alcanzando la final en ambos. En Makinohara, consigue su séptimo título ITF venciendo a Nagi Hanatani. En Hamamatsu, sin embargo, contra Eri Hozumi, se tiene que retirar por lesión en el segundo set. Tras perder en primera ronda del tercer torneo ITF W100 de Székesfehérvár, cierra la temporada en el ITF W25 de Pétange, donde alcanza las semifinales. Termina el año en el puesto 97 del ranking.

### 2020: primera victoria en Grand Slam, pandemia, octavos de final en Roland Garros y top-70
Paula comienza el año en Auckland, donde disputa la fase previa, perdiendo en la segunda ronda contra Usue Maitane Arconada. En el Abierto de Australia, consigue su primera victoria en un Grand Slam venciendo en primera ronda a Johanna Larsson en dos sets. Pierde en segunda ronda contra la cabeza de serie número 7 Petra Kvitová.
Pese a la derrota, continúa en Australia donde juega dos torneos ITF, el W60 de Burnie donde pierde en semifinales contra Maddison Inglis y el W25 de Launceston donde se tiene que retirar en octavos de final contra Fanny Stollár.
Teniendo prevista su reaparición en el torneo de Lyon, se ve obligada a retirarse antes de disputar el partido de primera ronda contra Viktória Hrunčáková. Inscrita para participar en la fase previa de Indian Wells, el torneo es suspendido por la pandemia de la COVID-19.
Suspendidos todos los torneos hasta el mes de agosto, Paula regresa a la competición en la fase previa del torneo de Cincinnati, disputado en Nueva York a causa de la pandemia, perdiendo en la ronda final con Océane Dodin. En el Abierto de los Estados Unidos, pierde contra Varvara Gracheva en la primera ronda en dos sets.
En su preparación para Roland Garros, pospuesto al mes de octubre, disputa el torneo de Estambul, donde llega a las semifinales con victorias sobre Katarina Zavatska, Sara Sorribes y Polona Hercog, perdiendo con Eugénie Bouchard. Tras ello, finaliza la relación profesional con su entrenador Xavier Budo. En París, ya con Javier Martí como entrenador, alcanza por primera vez los octavos de final de un Grand Slam tras vencer a Kateryna Baindl, la finalista de 2018 y campeona del Abierto de los Estados Unidos de 2017 Sloane Stephens y la campeona de 2017 Jeļena Ostapenko. Pierde con Laura Siegemund en dos sets. Tras este resultado, alcanza el top 70 en el ranking.
Finaliza la temporada disputando la fase previa del torneo de Ostrava, donde pierde en la última ronda contra Tereza Martincová en dos sets. 

### 2021: primer título WTA, Masters de Indian Wells, debut en las WTA Finals y top-8
Badosa comenzó la temporada 2021 alcanzando los octavos de final del torneo de Abu Dabi con victorias sobre Anastasija Sevastova y Alizé Cornet, perdiendo contra Veronika Kudermetova en tres sets.
Antes del comienzo del Abierto de Australia, retrasado tres semanas por la pandemia de la COVID-19, fue una de las jugadoras que tuvo que hacer una cuarentena estricta de catorce días al estar en contacto con casos positivos en el vuelo que la llevaba a Australia. Mientras cumplía la cuarentena, que la afectó física y mentalmente al estar encerrada en una habitación sin ningún contacto con el exterior, dio positivo en el virus y fue trasladada a otro hotel, teniendo que realizar una segunda cuarentena que se alargaría diez días tras la desaparición de los síntomas. A pesar de ello, pudo participar en el torneo, perdiendo en la primera ronda con Liudmila Samsonova en tres sets ajustados, en un partido de más de dos horas y media y en el que sufrió tras no poder recuperar la forma física después de la cuarentena.
Alcanzó sus primeras semifinales del año en el torneo de Lyon, derrotando a la invitada local Harmony Tan, Stefanie Voegele y la cuarta cabeza de serie Kristina Mladenovic, perdiendo con la eventual campeona Clara Tauson en dos sets. En el torneo de San Petersburgo perdió con Jeļena Ostapenko en la primera ronda. En el Masters de Miami, alcanzó la segunda ronda tras la retirada de Jil Teichmann durante el primer set del partido de primera ronda, donde perdió contra Ons Jabeur en tres sets ajustados.
Durante la gira de tierra batida se produjo la irrupción definitiva y consolidación de Badosa dentro del circuito WTA. En el torneo de Charleston, alcanzó los cuartos de final en un torneo WTA 500 por primera vez venciendo a Varvara Gracheva; la quinta cabeza de serie Belinda Bencic, su primera victoria contra una top 20, y Caty McNally. En los cuartos de final, consiguió su primera victoria sobre una top 10, venciendo a la número 1 del mundo Ashleigh Barty en dos sets para alcanzar las semifinales, donde perdió con Kudermetova. Con este resultado alcanzó el puesto 62 en el ranking, entrando por primera vez el top 65. En su torneo local en Madrid, donde le fue concedida una invitación para el cuadro final, se convirtió en la primera mujer española en la historia del torneo en llegar a las semifinales, venciendo a Barbora Krejčíková, Teichmann, Sevastova y Bencic. En las semifinales, Barty se tomó revancha de Charleston con una victoria en dos sets. Tras este torneo, Paula entra por primera vez en el top 50 del ranking, en el puesto 42.
Teniendo que disputar la fase previa con sólo un día de descanso tras haber llegado a las semifinales en Madrid, decide renunciar al Masters de Roma. Regresa a la competición en el torneo de Belgrado, en el que Paula alcanza su primera final de un torneo WTA con victorias sobre Andrea Petković, Mihaela Buzărnescu, Rebecca Peterson y Viktoriya Tomova. Gana su primer torneo WTA tras la retirada de Ana Konjuh en una final en la que Paula ya había ganado el primer set y conseguido un break en el segundo. Con el título, Paula alcanza el puesto 34 en el ranking.
Roland Garros fue el primer Grand Slam que jugó como cabeza de serie, tras ser promocionada como la cabeza de serie número 33 después de la baja tardía de Alison Riske. Por primera vez en su carrera, alcanzó los cuartos de final de un torneo de Grand Slam con victorias sobre Lauren Davis; Danka Kovinić; Ana Bogdan, en un partido de casi tres horas en el que tuvo que salvar una pelota de partido en el segundo set y remontar un break dos veces en el tercero; y la cabeza de serie número 20 Markéta Vondroušová. Perdió con Tamara Zidanšek en tres sets a pesar de tener un break de ventaja en el último set y dos puntos de break con seis iguales para sacar por el partido.
Jugó el torneo de Eastbourne como preparación para Wimbledon, perdiendo en primera ronda con la segunda cabeza de serie Elina Svitolina en tres sets. En el Grand Slam londinense, alcanzó la segunda semana por primera vez en este Grand Slam derrotando a su compatriota Aliona Bolsova, Yulia Putintseva y Magda Linette. Perdió en octavos de final con Karolína Muchová, entrando en el top 30 por primera vez en el puesto 29.
Representó a España en los Juegos Olímpicos de Tokyo tanto en individuales como en dobles. En dobles, junto a Sara Sorribes, aclanzó los octavos de final tras derrotar a la pareja mexicana Giuliana Olmos y Renata Zarazúa, perdiendo contra las cabeza de serie número uno y eventuales medalla de oro, las checas Krejčíková y Kateřina Siniaková en el match tie-break del tercer set. En individuales, alcanzó los cuartos de final derrotando a Mladenovic, Iga Świątek y Nadia Podoroska. En los cuartos de final, contra la eventual medalla de plata Vondroušová, se tuvo que retirar tras el primer set por un golpe de calor que hizo que abandonase la pista en silla de ruedas. Este hecho hizo que Paula y Pablo Carreño no pudiesen disputar el torneo de dobles mixto, cuyo partido de primera ronda iba a disputarse ese mismo día.
En el Masters de Canadá derrotó a Viktorija Golubic en dos sets para alcanzar la segunda ronda, donde sufrió una sorprendente e inesperada derrota contra la invitada local Rebecca Marino en tres sets. Tras esta derrota, anunció que Javier Martí había dejado de ser su entrenador. En el Masters de Cincinnati, apoyada por su compañera de dobles Sorribes y su entrenadora Silvia Soler, alcanzó los cuartos de final tanto en el cuadro de individuales como de dobles. En individuales, derrotó a Petra Martić en un partido afectado por la lluvia, tras perder el primer set y estar con un break de desventaja en el segundo, salvando cinco pelotas de partido; a la número tres del mundo Aryna Sabalenka y a Elena Rybakina. En los cuartos de final contra Karolína Plíšková, una lesión en el hombro hizo que tuviese que retirarse en el segundo set. Con este resultado ascendió al puesto 26 en el ranking. Esta lesión la hizo afrontar el Abierto de los Estados Unidos no al 100% físicamente, y tras vencer en primera ronda a Alison van Uytvanck, perdió en segunda ronda contra la rusa Gracheva por segundo año consecutivo en este torneo.
Antes del torneo de Ostrava, anunció a Jorge García como su nuevo entrenador. Tras tomarse la revancha contra Gracheva en primera ronda, perdió en octavos de final contra la eventual campeona del torneo Anett Kontaveit.
En Indian Wells, aplazado a octubre a causa de la pandemia de la COVID-19, Badosa se alzó con su torneo más importante hasta el momento. Tras estar exenta de la primera ronda, venció a Dayana Yastremska, Coco Gauff, la vigente campeona de Roland Garros Krejčíková, la ex número 1 del mundo Angelique Kerber y Jabeur para alcanzar la final. En la final, derrotó a la dos veces campeona y ex número 1 del mundo Victoria Azarenka en tres sets, convirtiéndose en la primera española en ganar el torneo. Con esta victoria, alcanzaría el top 15 del ranking por primera vez en su carrera en el puesto número 13, así como el top 8 de la carrera hacia las WTA Finals de Guadalajara, que a la postre sería suficiente para clasificarse. Tres semanas después, haría su debut en el top 10.
La clasificación para las WTA Finals hace que, al igual que Garbiñe Muguruza, renuncie a las finales de la Copa Billie Jean King para las que estaba convocada al disputarse ambas competiciones sin solución de continuidad. En Guadalajara, se aseguró su presencia en las semifinales como campeona de su grupo tras vencer en dos sets a Sabalenka y Maria Sakkari. Perdió contra Świątek el tercer partido del grupo, intrascendente para ambas jugadoras. En la semifinal, perdió en dos sets contra la eventual campeona Muguruza. Finalizó el año como número 8 del mundo, su mejor ranking hasta el momento.

### 2022: campeona en Sídney, semifinales en Indian Wells y top-2

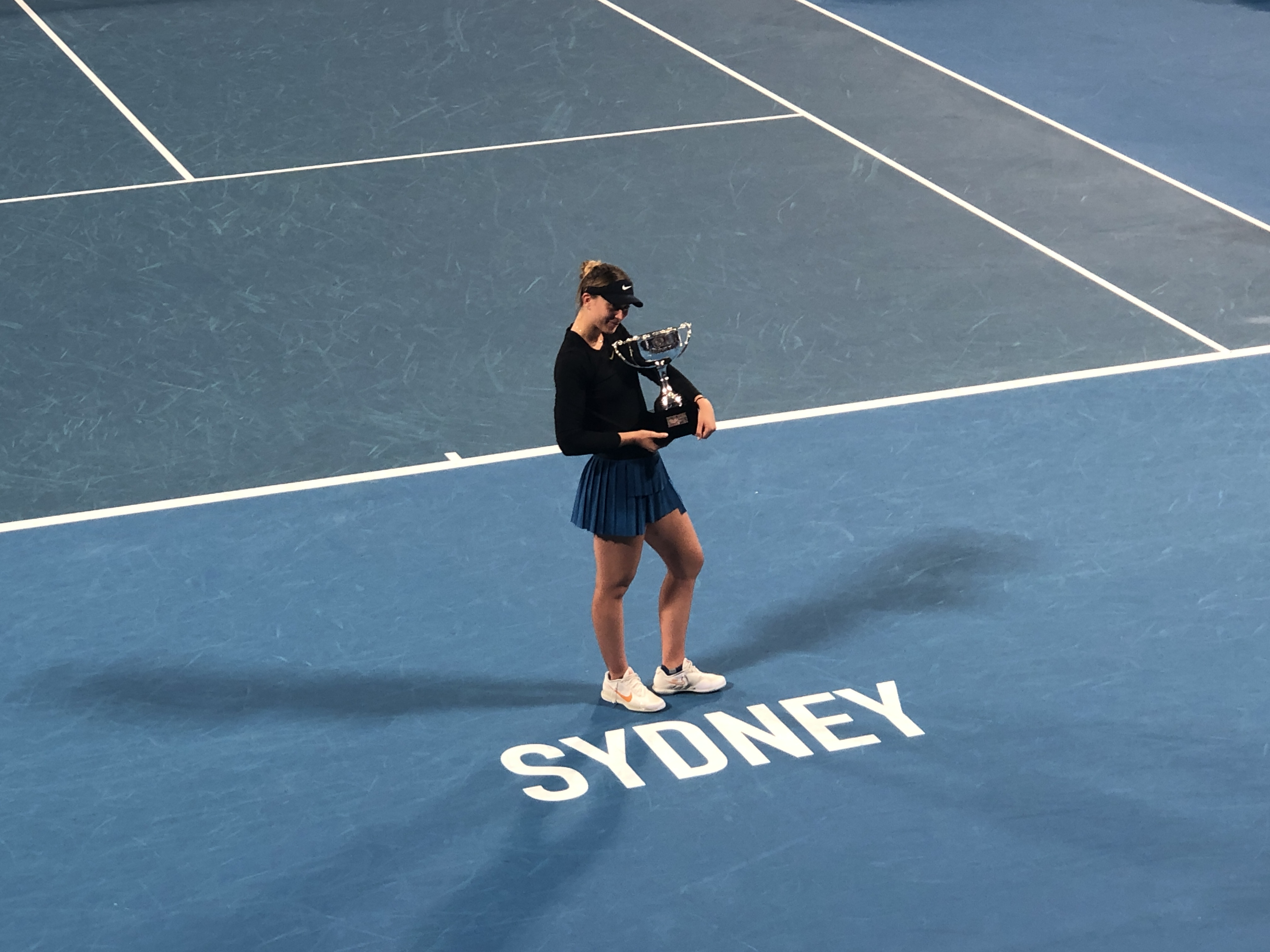
Badosa con el título en Sídney 2022.

Paula comenzó el 2022 en Adelaida, donde perdió su primer partido del año contra Victoria Azarenka, en una revancha de la final de Indian Wells. Con Azarenka, alcanzó las semifinales en el torneo de dobles. En el torneo de Sídney, alcanzó la final con victorias sobre Jeļena Ostapenko, Ajla Tomljanović, Belinda Bencic y Daria Kasatkina. Consiguió el tercer título de su carrera venciendo en la final a la campeona de Roland Garros Barbora Krejčíková en tres sets. Con esta victoria, alcanzó el puesto número 6 en el ranking.
En el Abierto de Australia, alcanzó los octavos de final de este Grand Slam por primera vez en su carrera tras vencer a Tomljanović, Martina Trevisan y Marta Kostyuk. Durante el segundo set del partido contra Kostyuk, empezó a tener molestias en el hombro, que la impidieron ser competitiva en el partido de octavos de final contra Madison Keys, perdiendo en dos sets. Este resultado, y la derrota de Garbiñe Muguruza en segunda ronda cuando defendía los puntos de la final de 2020, hicieron que Paula se convirtiese por primera vez en la tenista española con mejor ranking, haciendo su debut en el top 5 la semana siguiente.
En el torneo de Dubai, pierde en primera ronda contra la rumana Elena-Gabriela Ruse en tres sets, en un torneo en el que siete de las ocho cabezas de serie pierden en primera o segunda ronda. A pesar de la derrota, asciende al puesto número 4 del ranking. En el Masters de Catar, alcanza los octavos de final tras vencer a Clara Tauson, perdiendo con Coco Gauff en dos sets.
En Indian Wells, siendo la defensora del título, alcanza las semifinales con victorias sobre Tereza Martincová, su compatriota Sara Sorribes, la finalista del Abierto de los Estados Unidos Leylah Fernandez y Veronika Kudermetova. En semifinales, pierde en tres sets contra Maria Sakkari, no siendo capaz de defender el título, algo que en Indian Wells sólo ha conseguido Martina Navrátilová en 1991.
Tras anunciar Ashleigh Barty su retirada, y su petición de no formar parte del ranking, Badosa e Iga Świątek llegaban al Masters de Miami con opciones de convertirse en la nueva número 1 del mundo a la finalización del mismo. Świątek lo consiguió al necesitar únicamente ganar su primer partido. Paula alcanzó los octavos de final con victorias sobre Marie Bouzková y Yulia Putintseva. Disputó el partido de octavos de final contra Linda Fruhvirtová visiblemente enferma, como después reconocería, pero aun así consiguió la victoria en dos sets. Contra Jessica Pegula en cuartos de final, tuvo que retirarse tras los primeros cinco juegos del primer set por dicha enfermedad. Con este resultado, alcanzó el número 3 del ranking.
Paula comenzó la gira de tierra batida en Charleston, donde alcanzó los cuartos de final con victorias sobre Anna Bondár y Claire Liu. En cuartos de final, perdió con la eventual campeona Bencic en tres sets. El tie-break del segundo set fue el primer tie-break que perdía Paula desde la primera ronda de los Juegos Olímpicos de Tokio, habiendo ganado 13 tie-breaks consecutivos desde entonces. En Stuttgart, alcanzó las semifinales tras vencer a Elena Rybakina y Ons Jabeur, perdiendo contra Aryna Sabalenka en dos sets. Con su victoria sobre Jabeur en los cuartos de final, Paula se aseguraría el número 2 del mundo al final del torneo, su mejor ranking hasta la fecha.
Llegando a Madrid en su mejor momento, fue considerada la favorita a alzarse con el título junto a Świątek, que llegaba con una racha de 23 victorias consecutivas, a pesar de que su camino a la final podía consistir en Kudermetova, Simona Halep, Gauff, Jabeur y Sabalenka. Tras la retirada de Świątek por lesión, Paula fue vista como la máxima favorita al título. Teniendo que salvar puntos de break en dos de sus primeros tres turnos de servicio en su partido de primera ronda contra Kudermetova, ganó los últimos nueve juegos del partido, derrotando a la rusa en dos sets. En la segunda ronda, fue completamente dominada por Halep, teniendo que salvar dos puntos de partido al saque para evitar un rosco en el segundo set. Con esta derrota, que la afectó mucho a nivel mental, bajó al puesto número 3 del ranking al estar defendiendo las semifinales del año anterior, estando solamente dos semanas como la número 2 del mundo.
En el Masters de Roma, alcanzó los octavos de final tras vencer a Aliaksandra Sasnovich, perdiendo contra Kasatkina en dos sets. En Roland Garros, venció a Fiona Ferro y Kaja Juvan, pero dolores en el gemelo la forzaron a retirarse en el segundo set del partido de tercera ronda contra Kudermetova.
Esos dolores derivaron en una lesión muscular en el sóleo de su pierna derecha que hizo que se perdiera las primeras dos semanas de la gira de hierba. Volvió en el torneo de Eastbourne, donde fue por primera vez la cabeza de serie número 1 en un torneo WTA. A pesar de mostrar un nivel aceptable para ser su primer partido en hierba tras la lesión, perdió contra la invitada local Jodie Burrageen dos sets. En Wimbledon, cogió la forma con dos victorias fáciles contra Louisa Chirico e Irina Bara para alcanzar la tercera ronda. Hizo su debut en la pista central contra la dos veces campeona Petra Kvitová. A pesar de estar un break por debajo en el primer set, y tener que salvar una pelota para doble break, Paula ganó a la checa en dos sets para alcanzar los octavos de final por segundo año consecutivo, donde se volvió a ver las caras con Halep, con un resultado parecido al de Madrid, perdiendo en dos sets.
La gira americana de pista dura la comenzó en San José, donde al alcanzó las semifinales con victorias sobre Elizabeth Mandlik y Gauff, perdiendo con la eventual campeona Kasatkina. En el Masters de Canadá, se retiró de su partido de segunda ronda contra Putintseva por calambres. En el Masters de Cincinnati, perdió en segunda ronda contra Tomljanović en tres sets. Alcanzó la segunda ronda en el Abierto de los Estados Unidos tras ganar a Lesia Tsurenko, donde perdió con Petra Martić en tres sets.
Los malos resultados continuarían en la última parte de la temporada, perdiendo su primer partido tanto en Tokio como en Ostrava, contra Zheng Qinwen y Kvitová respectivamente. En el torneo de San Diego, derrotó a Chirico para alcanzar los cuartos de final, perdiendo contra Danielle Collins en dos sets. En el último torneo WTA 1000 de la temporada, el Masters de Guadalajara, se tuvo que retirar al final del primer set de su partido de segunda ronda contra Azarenka por enfermedad. Con un record de 2–8 desde que alcanzó las semifinales en San Diego, y los puntos de Indian Wells y las WTA Finals de 2021 fuera del ranking, salió del top 10.
Finalizó su temporada jugando las finales de la Copa Billie Jean King en Glasgow con España. En el primer enfrentamiento de la fase de grupos contra Kazajistán, ganó a Rybakina en individuales en tres sets y, junto a Aliona Bolsova, a Anna Danilina y Putintseva en dobles. En el segundo, contra Gran Bretaña, perdió contra Harriet Dart en dos sets, quedando España eliminada. Acabó el año en el puesto número 13 del ranking.

### 2023: cuartos de final en Roma, grave lesión de espalda y fuera del top-65
Paula comenzó el año representando a España en la United Cup. En el primer enfrentamiento de la fase de grupos contra Gran Bretaña, remontó para vencer a Harriet Dart en tres sets. Estaba previsto que jugase el dobles mixto junto a Rafa Nadal, pero no ocurrió ya que España había perdido el enfrentamiento. Tampoco forma parte del segundo enfrentamiento contra Australia al no tener España ninguna opción de avanzar a las eliminatorias por el título.
En el torneo de Adelaida 2, alcanzó las semifinales con victorias sobre Anett Kontaveit, Kaia Kanepi y Beatriz Haddad Maia. No disputó las semifinales contra Daria Kasatkina por una lesión muscular. Dicha lesión hizo que no pudiese disputar el Abierto de Australia, donde tenía que debutar en primera ronda contra Caty McNally.
Recuperada de la lesión, una enfermedad la hizo tener que retirarse del torneo de Abu Dabi antes de su partido de primera ronda contra Liudmila Samsonova. En el torneo de Catar, perdió en primera ronda contra Haddad Maia. La semana siguiente en Dubái, también perdió contra Samsonova en la primera ronda en tres sets.
Paula llegó a Indian Wells sin entrenador, ya que había finalizado su relación profesional con Jorge García. Derrotó a su compatriota Nuria Párrizas en dos sets, perdiendo en tercera ronda contra la finalista del Abierto de Australia y eventual campeona Elena Rybakina. En el Masters de Miami, derrotó a Laura Siegemund en segunda ronda en tres sets, en un partido de tres horas donde Siegemund se ausentó durante 11 minutos de la pista tras perder el primer set, así como en mitad del tercer set por un tiempo médico. Esto último hizo que Paula tuviese que calentar con un recogepelotas. En la tercera ronda, volvió a enfrentarse a Rybakina, perdiendo en tres sets tras tener una pelota de partido en el segundo set.
Comenzó la gira de tierra batida en Charleston, alcanzando los cuartos de final derrotando a Mayar Sherif, Leylah Fernandez y Diana Shnaider. Perdió contra la cabeza de serie número 1 Jessica Pegula en dos sets. Antes del comienzo del torneo de Stuttgart, donde disputó el cuadro principal gracias a una invitación, anunció a Pol Toledo y Edu Esteve como sus entrenadores, siendo Toledo quien finalmente se quedaría como su entrenador principal. Alcanzó los cuartos de final cediendo únicamente cinco juegos frente a Kasatkina, su primera victoria del año contra una top 10, y su compatriota Cristina Bucșa. Pierde contra Aryna Sabalenka en tres sets.
En su torneo local, el Masters de Madrid, derrotó a Elisabetta Cocciaretto en tres sets en su primer partido. Alcanzó los octavos de final venciendo a Coco Gauff en dos sets, su segunda victoria del año contra una top 10, ganando los ocho últimos juegos del partido. En los octavos de final, perdió con Maria Sakkari en dos sets. En el Masters de Roma, derrotó a Anna-Lena Friedsam, Ons Jabeur, Marta Kostyuk y Karolína Muchová para alcanzar los cuartos de final, donde perdió con Jeļena Ostapenko en tres sets.
La victoria sobre Jabeur fue su tercera y última victoria de la temporada contra una top 10. En ese partido, sufrió una fractura por estrés en la vértebra L4 que hizo que no pudiese disputar el Roland Garros. A pesar de tener un tiempo estimado de recuperación de entre 8 y 12 semanas, se recuperó a tiempo para Wimbledon. Tras una convincente victoria contra Alison Riske-Amritraj en primera ronda, su espalda dijo basta durante el partido de segunda ronda contra Kostyuk, teniendo que retirarse en el segundo set, así como del cuadro de dobles mixto en el que iba a participar junto a Stefanos Tsitsipas. Intentó regresar, sin éxito, primero en el Masters de Canadá, donde debía enfrentarse a Haddad Maia en primera ronda, y después en el Abierto de los Estados Unidos en una primera ronda que la enfrentaría a Venus Williams. Tres días antes del debut, anunció su retirada del mismo y que daba por finalizada su temporada ya que, a pesar de haber intentado múltiples soluciones, el dolor en la espalda no la permitía competir.
Aun así, se declara disponible para ser seleccionada por Anabel Medina para las finales de la Copa Billie Jean King que se celebrarían en Sevilla. A pesar de formar parte de la convocatoria, no llega a disputar ningún partido siendo España eliminada en la fase de grupos. Sin competir desde Wimbledon, finaliza el año en el puesto 66 del ranking.

### 2024: campeona en Washington, premio al Regreso del Año y top-12

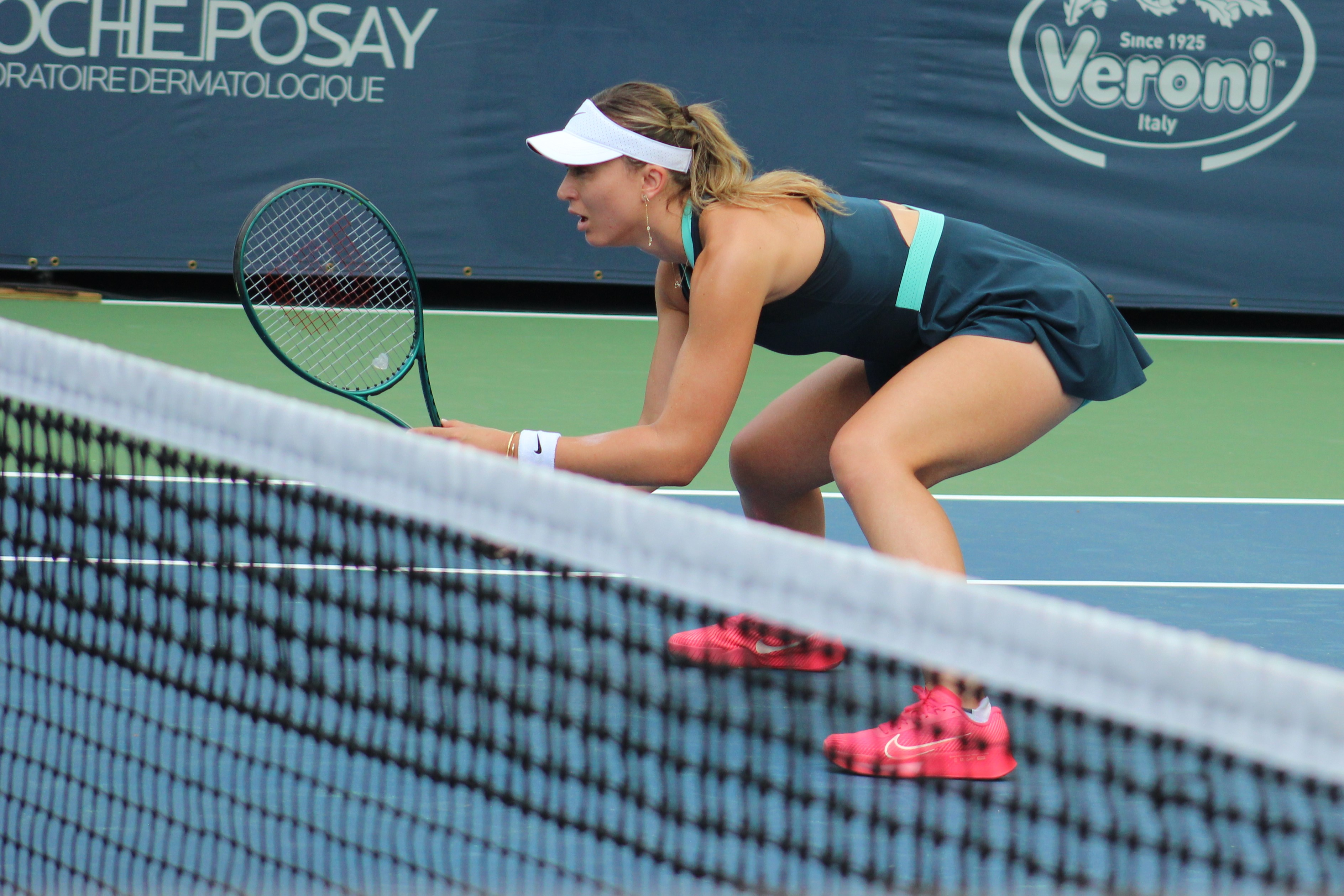
Badosa en el torneo de Washington 2024.

Paula vuelve a la competición la segunda semana de enero tras 26 semanas inactiva, tiempo mínimo necesario para poder hacer uso del ranking protegido con el que se inscribe en torneo de Adelaida, donde finalmente la conceden una invitación pudiendo así preservar uno de los ocho usos del ranking protegido a los que tiene derecho. Pierde en primera ronda contra Bernarda Pera en tres sets. Cerrando el top 100, alcanzó la tercera ronda en el Abierto de Australia con victorias sobre Taylor Townsend y Anastasia Pavlyuchenkova, perdiendo con Amanda Anisimova en dos sets.
En el torneo de Tailandia, gana a la invitada local Lanlana Tararudee en tres sets para acceder a los octavos de final contra la eventual campeona Diana Shnaider, en el primero de los cinco enfrentamientos que ambas tendrían durante el año. Tiene que retirarse mediado el segundo set al reproducirse los dolores en la espalda.
Este primer contratiempo la hace retirarse del torneo de Abu Dabi por segundo año consecutivo. Regresa a las pistas en el torneo de Catar gracias a una invitación, venciendo a Ashlyn Krueger en tres sets en un partido que se disputó en dos días por culpa de la lluvia. Perdió con Leylah Fernandez en la segunda ronda en tres sets. En el torneo de Dubái, más dolores de espalda forzaron su retirada tras el primer set de su partido de primera ronda contra Lulu Sun.
Estos nuevos problemas de espalda hicieron que no acudiese al torneo de San Diego y que en Indian Wells, donde había recibido una invitación como campeona de 2021 a pesar de haber utilizado el ranking protegido para participar en el torneo, se retirase antes de disputar su partido de primera ronda contra Krueger tras probarse en el evento Tie Break Tens la noche anterior a su debut. Semanas más tarde reconocería, en una entrevista con los medios oficiales de la WTA, que los médicos la habían dicho que, debido a su lesión crónica en la espalda, sería muy complicado que pudiese continuar con su carrera al máximo nivel, necesitando inyecciones de cortisona de manera regular para paliar el dolor.
En el Masters de Miami, el sorteo la emparejó en primera ronda con Simona Halep, en el que sería el primer torneo de la jugadora rumana después de más de 18 meses al haber prosperado su recurso por la sanción impuesta al dar positivo en un control antidopaje. Halep dominó el primer set, exactamente igual que ocurrió en sus dos enfrentamientos de 2022, pero en esta ocasión Paula fue capaz de remontar para vencer en tres sets, perdiendo en la segunda ronda contra Aryna Sabalenka en dos sets.
Paula comenzó la gira de tierra batida en el puesto número 82 del ranking, y teniendo que defender algo más del 60% de sus puntos en las siguientes semanas. En el torneo de Charleston, perdió en primera ronda contra la eventual campeona Danielle Collins, que llegaba de haberse alzado con el título en Miami. En Stuttgart, alcanzó los octavos de final venciendo a Shnaider en dos sets. Contra Sabalenka, su segundo enfrentamiento en menos de un mes, se ve obligada a retirarse mediado el tercer set por una lesión muscular en la pierna derecha producida durante el segundo set por la que requirió un tiempo médico y un vendaje. Con este resultado, Paula sale del top 100 por primera vez desde que entró en él el 5 de agosto de 2019, tras 226 semanas.
A pesar de la lesión, sobre la que dijo estar recuperada, jugó el Masters de Madrid, donde sufrió una dura e inesperada derrota en primera ronda contra Jéssica Bouzas, bajando al puesto 126 del ranking. Con un récord de 6–9, Madrid fue el punto más bajo de la temporada para Paula, considerando incluso la retirada como reconocería meses después durante el Abierto de los Estados Unidos al no llegar los resultados ni desaparecer los dolores de espalda. En una búsqueda de soluciones, volvió a contratar al preparador físico David Antona y al nutricionista y psicólogo Dani de la Serna con los que trabajó en 2021 y 2022.
A partir del Masters de Roma empezaron a llegar los resultados, alcanzando los octavos de final con victorias sobre Mirra Andreeva, Emma Navarro y Shnaider, perdiendo contra la número 3 del mundo Coco Gauff en tres sets. A pesar de este resultado, bajó al puesto 140 del ranking al estar defendiendo los cuartos de final del año anterior. Tras una segunda dosis de inyecciones de cortisona, alcanzó la tercera ronda de Roland Garros venciendo en tres sets a Katie Boulter y Yulia Putintseva, perdiendo con Sabalenka en dos sets en su tercer enfrentamiento de la temporada. Inscrita también para participar en la modalidad de dobles mixtos junto a Stefanos Tsitsipas, tuvieron que retirarse antes del partido de primera ronda después de que fuese pospuesto hasta tres días por los retrasos ocasionados por la lluvia, haciendo que coincidiese con el partido de segunda ronda del torneo de dobles que el griego disputó junto a su hermano Petros.
Paula comenzó la gira de hierba en Berlín, disputando el torneo de dobles junto a Victoria Azarenka. Con el torneo afectado por la lluvia, únicamente llegaron a disputar la primera ronda, donde vencieron en dos sets a Ekaterina Alexandrova e Irina Jromachova, antes de que Azarenka se tuviese que retirar del torneo por lesión. Gracias a una invitación, jugó el torneo de Bad Homburg, donde alcanzó los cuartos de final tras ganar a Arantxa Rus y a la local Jule Niemeier, perdiendo contra la eventual campeona Shnaider. Con este resultado se produjo su regreso al top 100 tras diez semanas, en el puesto número 93.
En Wimbledon, alcanzó los octavos de final por tercera vez venciendo a Karolína Muchová, Brenda Fruhvirtová y Daria Kasatkina. En octavos de final, perdió con Donna Vekić en tres sets en un partido que comenzó dos horas más tarde de lo establecido por culpa de la lluvia y que contó con hasta tres interrupciones durante el partido, afectando al desarrollo del mismo.
A pesar de su deseo de representar a España en los Juegos Olímpicos de París, decidió no participar dada su situación en el ranking tras Roland Garros, momento en el que tenía que tomar una decisión sobre su participación. Necesitando hacer uso de uno de los dos ranking protegido que le quedaban al no acceder de manera directa, y con la posibilidad real de tener que disputar la fase previa del Abierto de los Estados Unidos, unido al cambio de superficies, tenía muy claro que lo mejor para ella era aceptar la invitación para jugar el torneo de Washington.
En Washington, alcanzó la final venciendo a las campeonas de Grand Slam Sofia Kenin y Emma Raducanu, a Liudmila Samsónova por primera vez tras haber sido derrotada en sus tres enfrentamientos anteriores y a Caroline Dolehide en semifinales. Consiguió el cuarto título en su carrera derrotando en la final a la checa Marie Bouzková en tres sets, regresando gracias a ello al top 50 en el puesto número 40, haciendo valer la decisión de no acudir a París.
En el Masters de Canadá, derrota a Clara Tauson en dos sets para acceder a la segunda ronda contra Jeļena Ostapenko, donde pierde en tres sets al verse comprometida su movilidad por ampollas en los pies que arrastraba de la semana anterior. En el Masters de Cincinnati, alcanza las semifinales de un WTA 1000 por primera vez desde Indian Wells 2022 venciendo a Peyton Stearns, Anna Kalinskaya, Putintseva y Pavlyuchenkova sin ceder un set. En las semifinales, afectadas por la lluvia, pierde con Jessica Pegula en tres sets.
En el Abierto de los Estados Unidos, alcanza la tercera ronda de este Grand Slam por primera vez en su carrera venciendo a Viktorija Golubic y Townsend, accediendo a los octavos de final tras vencer a Elena-Gabriela Ruse en el tie-break del tercer set tras haber tenido que salvar una pelota de partido en contra. Con su victoria sobre Yafan Wang, alcanza los cuartos de final de un Grand Slam por segunda vez en su carrera, donde pierde en dos sets contra Navarro tras desaprovechar dos breaks de ventaja en el segundo set. Con este resultado regresa al top 20 del ranking. Disputa también la modalidad de dobles mixtos junto a Stefanos Tsitsipas, perdiendo en primera ronda frente a los mexicanos Giuliana Olmos y Santiago González.
Tras dos semanas de descanso, volvió a la competición en el Masters de Pekín, alcanzando los octavos de final con victorias sobre Viktoriya Tomova y Rebecca Šramková, que llegaba en una racha de 9 victorias consecutivas y habiendo ganado 13 de sus últimos 14 partidos. En los octavos de final, consigue su primera victoria contra una top 10 desde que derrotó a Ons Jabeur en Roma 2023, venciendo a la número 3 del mundo y finalista del Abierto de los Estados Unidos Pegula en dos sets. Accede a semifinales tras ganar a la local Zhang Shuai, que llegaba al torneo habiendo encadenado 24 derrotas consecutivas, perdiendo con la eventual campeona Gauff en tres sets. Tras este resultado, vuelve al top 15 del ranking por primera vez dese enero de 2023.
Tiene que retirarse del Masters de Wuhan antes de su partido de primera ronda contra Ajla Tomljanović por gastroenteritis. En el torneo de Ningbo, alcanza los cuartos de final tras vencer a Shnaider y a la invitada local Wang Xiyu en tres sets. Accede a las semifinales consiguiendo su segunda victoria del año contra una top 10, la brasileña Beatriz Haddad Maia, en un partido en el que únicamente cede cinco juegos. En el partido de semifinales contra la eventual campeona Kasatkina, que comenzó dos horas más tarde de lo previsto y que sufrió dos aplazamientos adicionales en el primer set por la lluvia, tuvo que solicitar un tiempo médico en el descanso entre el primer y segundo set. Tras una toma de tensión por parte de los médicos, se tiene que retirar del partido por mareos y un dolor abdominal, motivo por el que también decide retirarse del torneo de Tokio, poniendo fin a su temporada 2024 en el circuito WTA.
Su temporada finaliza oficialmente en las finales de la Copa Billie Jean King en Málaga, tras haber sido convocada por Anabel Medina para formar parte del equipo español junto a Bouzas, Nuria Párrizas, Sara Sorribes, y Marina Bassols, sustituta de última hora de la lesionada Cristina Bucșa. Antes del inicio de la competición, anuncia en sus redes sociales que donará la mitad del premio económico a los afectados por la DANA de Valencia. En primera ronda, pierde contra la número 2 del mundo Iga Świątek en tres sets, quedando España eliminada de la competición después de que Sorribes hubiese perdido el primer punto de la eliminatoria contra Magda Linette en un partido de casi cuatro horas de duración.
Tras empezar el año en el puesto 68 del ranking, y haber llegado a estar en el puesto 140 en mayo, acaba el año en el puesto número 12 del ranking WTA gracias a sus resultados de la segunda mitad de la temporada, lo que le sirve para ganar el premio al Regreso del Año de la WTA. 

### 2025: semifinalista del Abierto de Australia y top-10
Badosa alcanza, en el Abierto de Australia, por primera vez en su carrera la semifinal de un Grand Slam. Para ello vence en primera ronda 6-3, 7(7)-6(5) a Wang Xinyu, en segunda ronda 6-1, 6-0 a Talia Gibson, en tercera ronda 6-4, 4-6, 6-3 a Marta Kostiuk, en cuarta ronda 6-1, 7(7)-6(2) a Olga Danilović y en cuartos de final 5-7, 4-6 a Coco Gauff, número tres del mundo. En la semifinal pierde 6-4, 6-2 contra la vigente campeona y número uno del mundo Aryna Sabalenka. Con estos resultados Paula accede de nuevo al top-10 mundial.
Se baja del Masters de Indian Wells de nuevo con problemas en la espalda. 

## Títulos WTA (4; 4+0)

### Individual (4)
| Leyenda              |
| Grand Slam (0)       |
| Juegos Olímpicos (0) |
| WTA Finals (0)       |
| WTA 1000 (1)         |
| WTA 500 (2)          |
| WTA 250 (1)          |

| N.º | Fecha                 | Torneo       | Superficie    | Oponente en la final | Resultado           |
| --- | --------------------- | ------------ | ------------- | -------------------- | ------------------- |
| 1.  | 22 de mayo de 2021    | Belgrado     | Tierra batida | Ana Konjuh           | 6-2, 2-0, ret.      |
| 2.  | 17 de octubre de 2021 | Indian Wells | Dura          | Victoria Azarenka    | 7-6(5), 2-6, 7-6(2) |
| 3.  | 15 de enero de 2022   | Sídney       | Dura          | Barbora Krejčíková   | 6-3, 4-6, 7-6(4)    |
| 4.  | 4 de agosto de 2024   | Washington   | Dura          | Marie Bouzková       | 6-1, 4-6, 6-4       |

## Títulos ITF (7; 7+0)

### Individual (7)
| Torneos de $100K |
| Torneos de $80K  |
| Torneos de $60K  |
| Torneos de $25K  |
| Torneos de $15K  |
| Torneos de $10K  |

| N.º | Fecha                    | Torneo                            | Superficie    | Oponentes             | Resultado     |
| --- | ------------------------ | --------------------------------- | ------------- | --------------------- | ------------- |
| 1.  | 17 de noviembre de 2013  | Sant Jordi, España                | Dura          | Lucía Cervera Vázquez | 7–5, 6–0      |
| 2.  | 29 de junio de 2015      | Denain, Francia                   | Tierra batida | Irina Ramialison      | 7–5, 6–0      |
| 3.  | 6 de agosto de 2017      | El Espinar, España                | Dura          | Ayla Aksu             | 6–2, 6–4      |
| 4.  | 4 de febrero de 2018     | Glasgow, Reino Unido              | Dura (i)      | Maia Lumsden          | 2–6, 6–1, 6–3 |
| 5.  | 21 de mayo de 2018       | Les Franqueses del Vallès, España | Dura          | Margarita Gasparián   | 6–4, 3–6, 6–2 |
| 6.  | 30 de septiembre de 2018 | Valencia, España                  | Tierra batida | Aliona Bolsova        | 6–1, 4–6, 6–2 |
| 7.  | 13 de octubre de 2019    | Makinohara, Japón                 | Moqueta       | Magi Hanatani         | 7–5, 6–1      |

### Finalista (8)
| N.º | Fecha           | Torneo                            | Superficie    | Oponentes          | Resultado           |
| --- | --------------- | --------------------------------- | ------------- | ------------------ | ------------------- |
| 1.  | Octubre de 2014 | Ciudad Victoria, México           | Dura          | Diana Marcinkevica | 7–6(7–2), 3–6, 1–6  |
| 2.  | Abril de 2016   | Jackson, Estados Unidos           | Tierra batida | Grace Min          | 6–1, 2–6, 4–6       |
| 3.  | Mayo de 2017    | Caserta, Italia                   | Tierra batida | Claire Liu         | 3–6, 3–6            |
| 4.  | Octubre de 2018 | Oslo, Noruega                     | Dura (i)      | Harriet Dart       | 2–6, 0–1, ret.      |
| 5.  | Enero de 2019   | Burnie, Australia                 | Dura          | Belinda Woolcock   | 6–7(3–7), 6–7(4–7)  |
| 6.  | Mayo de 2019    | Les Franqueses del Vallès, España | Dura          | Katy Dunne         | 5–7, 3–6            |
| 7.  | Junio de 2019   | Essen, Alemania                   | Tierra batida | Tereza Martincová  | 2–6, 6–7(4–7)       |
| 8.  | Octubre de 2019 | Hamamatsu, Japón                  | Moqueta       | Eri Hozumi         | 6–7(1–7), 5–4, ret. |

## Grand Slam Júnior (1; 1+0)

### Individual (1–0)
| Resultado | Año  | Campeonato    | Oponente en la final | Resultado final |
| Campeona  | 2015 | Roland Garros | Anna Kalínskaya      | 6–3, 6–3        |

## Clasificación histórica
| Torneo                  | 2015              | 2016              | 2017              | 2018              | 2019              | 2020         | 2021         | 2022         | 2023         | 2024         | 2025         | Títulos                | G–P                    | %                      |
| ----------------------- | ----------------- | ----------------- | ----------------- | ----------------- | ----------------- | ------------ | ------------ | ------------ | ------------ | ------------ | ------------ | ---------------------- | ---------------------- | ---------------------- |
| Torneos Grand Slam      |                   |                   |                   |                   |                   |              |              |              |              |              |              |                        |                        |                        |
| Abierto de Australia    | A                 | A                 | A                 | A                 | 1R                | 2R           | 1R           | 4R           | A            | 3R           | SF           | 0 / 6                  | 11–6                   | 65 %                   |
| Roland Garros           | A                 | A                 | A                 | A                 | Q1                | 4R           | CF           | 3R           | A            | 3R           | 3R           | 0 / 5                  | 13–5                   | 72 %                   |
| Wimbledon               | A                 | A                 | A                 | Q1                | 1R                | ND           | 4R           | 4R           | 2R           | 4R           | 1R           | 0 / 6                  | 10–6                   | 63 %                   |
| Abierto de EE.UU.       | Q2                | A                 | A                 | Q2                | 1R                | 1R           | 2R           | 2R           | A            | CF           | A            | 0 / 5                  | 6–5                    | 55 %                   |
| Ganados-Perdidos        | 0–0               | 0–0               | 0–0               | 0–0               | 0–3               | 4–3          | 8–4          | 9–4          | 1–1          | 11–4         |              | 0 / 22                 | 40–22                  | 65 %                   |
| Representación Nacional |                   |                   |                   |                   |                   |              |              |              |              |              |              |                        |                        |                        |
| Juegos Olímpicos        | ND                | A                 | No disputado      | No disputado      | No disputado      | No disputado | CF           | No disputado | No disputado | A            | ND           | 0 / 1                  | 3–1                    | 75 %                   |
| Copa Billie Jean King   | A                 | A                 | A                 | A                 | A                 | A            | A            | RR           | RR           | 1R           |              | 0 / 3                  | 1–2                    | 33 %                   |
| United Cup              | No disputado      | No disputado      | No disputado      | No disputado      | No disputado      | No disputado | No disputado | No disputado | RR           | A            | A            | 0 / 1                  | 1–0                    | 100 %                  |
| Ganados-Perdidos        | 0–0               | 0–0               | 0–0               | 0–0               | 0–0               | 0–0          | 3–1          | 1–1          | 1–0          | 0–1          |              | 0 / 5                  | 5–3                    | 63 %                   |
| Torneos finales de año  |                   |                   |                   |                   |                   |              |              |              |              |              |              |                        |                        |                        |
| / WTA Finals            | No clasificó      | No clasificó      | No clasificó      | No clasificó      | No clasificó      | ND           | SF           | No clasificó | No clasificó | No clasificó |              | 0 / 1                  | 2–2                    | 50 %                   |
| WTA Elite Trophy        | No clasificó      | No clasificó      | No clasificó      | No clasificó      | No clasificó      | No disputado | No disputado | No disputado | NC           | No disputado | No disputado | 0 / 0                  | 0–0                    | –                      |
| Torneos WTA 1000        |                   |                   |                   |                   |                   |              |              |              |              |              |              |                        |                        |                        |
| Doha                    | NMS               | A                 | NMS               | A                 | NMS               | A            | NMS          | 3R           | NMS          | 2R           | 2R           | 0 / 3                  | 3–3                    | 50 %                   |
| Dubái                   | A                 | NMS               | A                 | NMS               | A                 | NMS          | A            | NMS          | 1R           | 1R           | 3R           | 0 / 3                  | 2–3                    | 67 %                   |
| Indian Wells            | A                 | A                 | A                 | A                 | Q1                | ND           | G            | SF           | 3R           | A            | A            | 1 / 3                  | 11–2                   | 85 %                   |
| Miami                   | 3R                | 1R                | 1R                | A                 | Q1                | ND           | 2R           | CF           | 3R           | 2R           | 4R           | 0 / 8                  | 10–8                   | 56 %                   |
| Madrid                  | 1R                | 1R                | Q1                | Q1                | A                 | ND           | SF           | 2R           | 4R           | 1R           | A            | 0 / 6                  | 7–6                    | 54 %                   |
| Roma                    | A                 | A                 | A                 | A                 | A                 | A            | A            | 3R           | CF           | 4R           | A            | 0 / 3                  | 8–3                    | 73 %                   |
| Toronto / Montreal      | A                 | A                 | A                 | A                 | A                 | ND           | 2R           | 2R           | A            | 2R           | A            | 0 / 3                  | 2–3                    | 40 %                   |
| Cincinnati              | A                 | A                 | A                 | A                 | A                 | Q2           | CF           | 2R           | A            | SF           | A            | 0 / 3                  | 7–3                    | 70 %                   |
| Pekín                   | A                 | A                 | A                 | A                 | Q1                | No disputado | No disputado | No disputado | A            | SF           |              | 0 / 1                  | 4–1                    | 80 %                   |
| Wuhan                   | A                 | A                 | A                 | A                 | A                 | No disputado | No disputado | No disputado | No disputado | A            |              | 0 / 0                  | 0–0                    | –                      |
| Torneos anteriores      |                   |                   |                   |                   |                   |              |              |              |              |              |              |                        |                        |                        |
| Guadalajara             | No Disputado      | No Disputado      | No Disputado      | No Disputado      | No Disputado      | No Disputado | No Disputado | 2R           | A            | WTA 500      | WTA 500      | 0 / 1                  | 0–1                    | 0 %                    |
| Ganados-Perdidos        | 2–2               | 0–2               | 0–1               | 0–0               | 0–0               | 0–0          | 15–4         | 10–8         | 8–5          | 14–8         |              | 1 / 34                 | 54–33                  | 62 %                   |
| Torneos WTA 500         |                   |                   |                   |                   |                   |              |              |              |              |              |              |                        |                        |                        |
| Brisbane                | A                 | A                 | A                 | A                 | A                 | A            | No disputado | No disputado | No disputado | A            | 2R           | 0 / 1                  | 0–1                    | 0 %                    |
| Adelaida                | No disputado      | No disputado      | No disputado      | No disputado      | No disputado      | A            | A            | 1R           | SF           | 1R           | 2R           | 0 / 4                  | 4–3                    | 57 %                   |
| Abu Dabi                | No disputado      | No disputado      | Exhibición        | Exhibición        | Exhibición        | ND           | 3R           | ND           | A            | A            | 2R           | 0 / 2                  | 2–2                    | 50 %                   |
| San Diego               | 125               | No disputado      | No disputado      | No disputado      | No disputado      | No disputado | No disputado | CF           | A            | A            |              | 0 / 1                  | 1–1                    | 50 %                   |
| Charleston              | A                 | A                 | A                 | A                 | A                 | Exho         | SF           | CF           | CF           | 1R           | A            | 0 / 4                  | 9–4                    | 69 %                   |
| Stuttgart               | A                 | A                 | A                 | Q1                | A                 | ND           | A            | SF           | CF           | 2R           |              | 0 / 3                  | 5–3                    | 63 %                   |
| Bad Homburg             | No disputado      | No disputado      | No disputado      | No disputado      | No disputado      | No disputado | WTA 250      | WTA 250      | WTA 250      | CF           | A            | 0 / 1                  | 2–1                    | 67 %                   |
| Washington              | WTA International | WTA International | WTA International | WTA International | WTA International | ND           | Exho         | 250          | A            | G            |              | 1 / 1                  | 5–0                    | 100 %                  |
| Ningbo                  | No disputado      | No disputado      | No disputado      | No disputado      | No disputado      | No disputado | No disputado | No disputado | 250          | SF           |              | 0 / 1                  | 3–1                    | 75 %                   |
| Tokio                   | A                 | A                 | A                 | A                 | A                 | No disputado | No disputado | 2R           | A            | A            |              | 0 / 1                  | 0–1                    | 0 %                    |
| Torneos anteriores      |                   |                   |                   |                   |                   |              |              |              |              |              |              |                        |                        |                        |
| Amberes                 | Q2                | No disputado      | No disputado      | No disputado      | No disputado      | No disputado | No disputado | No disputado | No disputado | No disputado | No disputado | 0 / 0                  | 0–0                    | –                      |
| Moscú                   | Q1                | A                 | A                 | A                 | A                 | ND           | A            | No disputado | No disputado | No disputado | No disputado | 0 / 0                  | 0–0                    | –                      |
| Sídney                  | A                 | A                 | A                 | A                 | A                 | No disputado | No disputado | G            | No disputado | No disputado | No disputado | 1 / 1                  | 5–0                    | 100 %                  |
| San Petersburgo         | ITF               | A                 | A                 | A                 | A                 | A            | 1R           | A            | No disputado | No disputado | No disputado | 0 / 1                  | 0–1                    | 0 %                    |
| San José                | Stanford          | Stanford          | Stanford          | A                 | A                 | ND           | A            | SF           | No disputado | No disputado | No disputado | 0 / 1                  | 2–1                    | 67 %                   |
| Ostrava                 | No disputado      | No disputado      | No disputado      | No disputado      | No disputado      | Q2           | 2R           | 2R           | No disputado | No disputado | No disputado | 0 / 2                  | 1–2                    | 33 %                   |
| Dubái                   | P5                | A                 | P5                | A                 | P5                | A            | 1000         | 1R           | WTA 1000     | WTA 1000     | WTA 1000     | 0 / 1                  | 0–1                    | 0 %                    |
| Doha                    | A                 | P5                | A                 | P5                | A                 | P5           | A            | 1000         | 1R           | WTA 1000     | WTA 1000     | 0 / 1                  | 0–1                    | 0 %                    |
| Eastbourne              | A                 | A                 | A                 | A                 | A                 | ND           | 1R           | 2R           | A            | A            | 250          | 0 / 2                  | 0–2                    | 0 %                    |
| Ganados-Perdidos        | 0–0               | 0–0               | 0–0               | 0–0               | 0–0               | 0–0          | 7–5          | 12–9         | 8–3          | 11–5         |              | 2 / 27                 | 39–25                  | 61 %                   |
| Estadísticas            |                   |                   |                   |                   |                   |              |              |              |              |              |              |                        |                        |                        |
| Año                     | 2015              | 2016              | 2017              | 2018              | 2019              | 2020         | 2021         | 2022         | 2023         | 2024         | 2025         | Títulos                | G–P                    | %                      |
| Torneos jugados         | 3                 | 3                 | 1                 | 2                 | 9                 | 4            | 18           | 23           | 11           | 20           |              | Total carrera: 94      | Total carrera: 94      | Total carrera: 94      |
| Finales alcanzadas      | 0                 | 0                 | 0                 | 0                 | 0                 | 0            | 2            | 1            | 0            | 1            |              | Total carrera: 4       | Total carrera: 4       | Total carrera: 4       |
| Torneos ganados         | 0                 | 0                 | 0                 | 0                 | 0                 | 0            | 2            | 1            | 0            | 1            |              | Total carrera: 4       | Total carrera: 4       | Total carrera: 4       |
| G-P Dura                | 2–2               | 0–1               | 0–1               | 0–0               | 2–4               | 1–2          | 23–12        | 21–15        | 6–4          | 26–12        |              | 3 / 57                 | 81-53                  | 60 %                   |
| G-P Tierra Batida       | 0–1               | 0–1               | 0–0               | 2–2               | 3–2               | 6–2          | 17–3         | 8–5          | 11–4         | 6–5          |              | 1 / 26                 | 53–25                  | 68 %                   |
| G-P Hierba              | 0–0               | 0–1               | 0–0               | 0–0               | 2–3               | NH           | 3–2          | 3–2          | 1–1          | 5–2          |              | 0 / 11                 | 14–11                  | 56 %                   |
| Ganados-Perdidos        | 2–3               | 0–3               | 0–1               | 2–2               | 7–9               | 7–4          | 43–17        | 32–22        | 18–9         | 37–19        |              | 4 / 94                 | 148–89                 | 62 %                   |
| Victorias (%)           | 40 %              | 0 %               | 0 %               | 50 %              | 44 %              | 64 %         | 72 %         | 59 %         | 67 %         | 66 %         |              | Total carrera: 62,45 % | Total carrera: 62,45 % | Total carrera: 62,45 % |
| Ranking WTA             | 220               | 314               | 247               | 143               | 97                | 70           | 8            | 13           | 66           | 12           |              | $ 7.861.209            | $ 7.861.209            | $ 7.861.209            |

Notas
1. ↑  Llamada Copa Federación hasta 2020.
2. ↑  La edición de 2020 se extendió hasta 2021 a causa de la COVID-19.
3. ↑  Estuvo convocada pero no disputó ningún partido.
4. 1 2 3 4   El primer evento Premier 5 / WTA 1000 del año se ha ido turnando entre Dubái y Doha desde 2015. Dubái ha estado clasificado como Premier 5 / WTA 1000 los años impares, mientras que Doha lo ha estado los años pares. El año que no estaban clasificados como Premier 5 / WTA 1000, lo estaban como Premier / WTA 500. Desde 2024 ambos torneos están clasificados como WTA 1000.
5. ↑  Toronto y Montreal se alternan como sedes del Masters de Canadá junto con el torneo masculino. Entre 2015 y 2019, Toronto fue la sede del torneo femenino los años impares, mientras Montreal lo fue los pares. Tras la ausencia del torneo en 2020 por la COVID-19, Montreal es la sede los años impares y Toronto los pares.

## Estadísticas en Grand Slam

### Cabeza de serie
Los torneos ganados por Badosa se muestran en negrita, las finales en cursiva.
| Año  | Abierto de Australia | Roland Garros      | Wimbledon          | Abierto de EE. UU. |
| ---- | -------------------- | ------------------ | ------------------ | ------------------ |
| 2015 | no disputado         | no disputado       | no disputado       | no clasificada     |
| 2018 | no disputado         | no disputado       | no clasificada     | no clasificada     |
| 2019 | qualifier            | no clasificada     | qualifier          | lucky loser        |
| 2020 | no cabeza de serie   | no cabeza de serie | cancelado          | no cabeza de serie |
| 2021 | no cabeza de serie   | 33ª                | 30ª                | 24ª                |
| 2022 | 8ª                   | 3ª                 | 4ª                 | 4ª                 |
| 2023 | no disputado         | no disputado       | no cabeza de serie | no disputado       |
| 2024 | no cabeza de serie   | no cabeza de serie | ranking protegido  | 26ª                |
| 2025 | 11ª                  |                    |                    |                    |

### Mejores resultados de Grand Slam
Los torneos ganados por Badosa se muestran en negrita, las finales en cursiva.
| Abierto de Australia            |                     |      |               |
| Abierto de Australia 2025 (11ª) |                     |      |               |
| Ronda                           | Rival               | Rank | Resultado     |
| 1R                              | Wang Xinyu          | 37   | 6–3, 7–6(7–5) |
| 2R                              | Talia Gibson (Q)    | 150  | 6–1, 6–0      |
| 3R                              | Marta Kostyuk (17)  | 18   | 6–4, 4–6, 6–3 |
| 4R                              | Olga Danilović      | 55   | 6-1, 7–6(7–2) |
| CF                              | Coco Gauff (3)      | 3    | 7-5, 6–4      |
| SF                              | Aryna Sabalenka (1) | 1    | 4-6, 2–6      |

|  |

| Roland Garros            |                          |      |                    |
| Roland Garros 2021 (33ª) |                          |      |                    |
| Ronda                    | Rival                    | Rank | Resultado          |
| 1R                       | Lauren Davis             | 86   | 6–2, 7–6(7–3)      |
| 2R                       | Danka Kovinić            | 62   | 6–2, 6–0           |
| 3R                       | Ana Bogdan               | 102  | 2–6, 7–6(7–4), 6–4 |
| 4R                       | Markéta Vondroušová (20) | 21   | 6–4, 3–6, 6–2      |
| CF                       | Tamara Zidanšek          | 85   | 5–7, 6–4, 6–8      |

| Wimbledon            |                       |      |                    |
| Wimbledon 2021 (30ª) |                       |      |                    |
| Ronda                | Rival                 | Rank | Resultado          |
| 1R                   | Aliona Bolsova        | 151  | 6–2, 5–7, 6–2      |
| 2R                   | Yulia Putintseva      | 43   | 6–4, 6–1           |
| 3R                   | Magda Linette         | 44   | 5–7, 6–2, 6–4      |
| 4R                   | Karolína Muchová (19) | 22   | 6–7(6–8), 4–6      |
| Wimbledon 2022 (4ª)  |                       |      |                    |
| Ronda                | Rival                 | Rank | Resultado          |
| 1R                   | Louisa Chirico (Q)    | 236  | 6–2, 6–1           |
| 2R                   | Irina Bara            | 122  | 6–3, 6–2           |
| 3R                   | Petra Kvitová (25)    | 26   | 7–5, 7–6(7–4)      |
| 4R                   | Simona Halep (16)     | 18   | 1–6, 2–6           |
| Wimbledon 2024 (PR)  |                       |      |                    |
| Ronda                | Rival                 | Rank | Resultado          |
| 1R                   | Karolína Muchová      | 34   | 6–3, 6–2           |
| 2R                   | Brenda Fruhvirtová    | 88   | 6–4, 6–2           |
| 3R                   | Daria Kasatkina (12)  | 14   | 7–6(8–6), 4–6, 6–4 |
| 4R                   | Donna Vekić           | 37   | 2–6, 6–1, 4–6      |

|  |

| Abierto de EE. UU.                   |                         |      |                     |
| Abierto de Estados Unidos 2024 (26ª) |                         |      |                     |
| Ronda                                | Rival                   | Rank | Resultado           |
| 1R                                   | Viktorija Golubic       | 73   | 6–0, 6–3            |
| 2R                                   | Taylor Townsend         | 48   | 6–3, 7–5            |
| 3R                                   | Elena-Gabriela Ruse (Q) | 122  | 4–6, 6–1, 7–6(10–8) |
| 4R                                   | Wang Yafan              | 80   | 6–1, 6–2            |
| CF                                   | Emma Navarro (13)       | 12   | 2–6, 5–7            |

## Estadísticas ante otras jugadoras

### Récord contra jugadoras Top 10 del ranking de la WTA
| Jugadora             | Partidos | Récord | % Vict. | Dura            | Tierra batida   | Hierba        |
| Número 1             |          |        |         |                 |                 |               |
| Victoria Azárenka    | 3        | 1–2    | 33,33 % | 1–2             | 0–0             | 0–0           |
| Angelique Kerber     | 1        | 1–0    | 100 %   | 1–0             | 0–0             | 0–0           |
| Karolína Plíšková    | 2        | 0–2    | 0 %     | 0–2             | 0–0             | 0–0           |
| Garbiñe Muguruza     | 1        | 0–1    | 0 %     | 0–1             | 0–0             | 0–0           |
| Simona Halep         | 3        | 1–2    | 33,33 % | 1–0             | 0–1             | 0–1           |
| Ashleigh Barty       | 2        | 1–1    | 50 %    | 0–0             | 1–1             | 0–0           |
| Iga Świątek          | 3        | 1–2    | 33,33 % | 1–2             | 0–0             | 0–0           |
| Aryna Sabalenka      | 7        | 2–6    | 25 %    | 2–2             | 0–4             | 0–0           |
| Número 2             |          |        |         |                 |                 |               |
| Petra Kvitová        | 3        | 1–2    | 33,33 % | 0–2             | 0–0             | 1–0           |
| Barbora Krejčíková   | 3        | 3–0    | 100 %   | 2–0             | 1–0             | 0–0           |
| Anett Kontaveit      | 2        | 1–1    | 50 %    | 1–1             | 0–0             | 0–0           |
| Ons Jabeur           | 5        | 4–1    | 80 %    | 2–1             | 2–0             | 0–0           |
| Coco Gauff           | 6        | 4–3    | 57,14 % | 3–2             | 1–1             | 0–0           |
| Número 3             |          |        |         |                 |                 |               |
| Elina Svitólina      | 1        | 0–1    | 0 %     | 0–0             | 0–0             | 0–1           |
| Sloane Stephens      | 1        | 1–0    | 100 %   | 0–0             | 1–0             | 0–0           |
| María Sákkari        | 3        | 1–2    | 33,33 % | 1–1             | 0–1             | 0–0           |
| Jessica Pegula       | 4        | 1–3    | 25 %    | 1–2             | 0–1             | 0–0           |
| Elena Rybakina       | 7        | 4–3    | 57,14 % | 3–2             | 1–1             | 0–0           |
| Número 4             |          |        |         |                 |                 |               |
| Caroline Garcia      | 1        | 0–1    | 0 %     | 0–0             | 0–0             | 0–1           |
| Kiki Bertens         | 2        | 0–2    | 0 %     | 0–1             | 0–1             | 0–0           |
| Belinda Bencic       | 4        | 3–1    | 75 %    | 1–0             | 2–1             | 0–0           |
| Sofia Kenin          | 1        | 1–0    | 100 %   | 1–0             | 0–0             | 0–0           |
| Número 5             |          |        |         |                 |                 |               |
| Sara Errani          | 1        | 0–1    | 0 %     | 0–0             | 0–1             | 0–0           |
| Eugénie Bouchard     | 2        | 1–1    | 50 %    | 0–0             | 1–1             | 0–0           |
| Jeļena Ostapenko     | 5        | 2–3    | 40 %    | 1–2             | 1–1             | 0–0           |
| Zheng Qinwen         | 1        | 0–1    | 0 %     | 0–1             | 0–0             | 0–0           |
| Número 6             |          |        |         |                 |                 |               |
| Markéta Vondroušová  | 2        | 1–1    | 50 %    | 0–1             | 1–0             | 0–0           |
| Número 7             |          |        |         |                 |                 |               |
| Madison Keys         | 1        | 0–1    | 0 %     | 0–1             | 0–0             | 0–0           |
| Danielle Collins     | 2        | 0–2    | 0 %     | 0–1             | 0–1             | 0–0           |
| Número 8             |          |        |         |                 |                 |               |
| Daria Kasátkina      | 6        | 3–3    | 50 %    | 1–2             | 1–1             | 1–0           |
| Karolína Muchová     | 3        | 2–1    | 66,67 % | 0–0             | 1–0             | 1–1           |
| Emma Navarro         | 2        | 1–1    | 50 %    | 0–1             | 1–0             | 0–0           |
| Número 9             |          |        |         |                 |                 |               |
| Andrea Petković      | 1        | 1-0    | 100 %   | 0-0             | 1-0             | 0-0           |
| Veronika Kudermetova | 6        | 2–4    | 33,33 % | 1–2             | 1–2             | 0–0           |
| Número 10            |          |        |         |                 |                 |               |
| Kristina Mladenovic  | 2        | 2–0    | 100 %   | 2–0             | 0–0             | 0–0           |
| Emma Raducanu        | 2        | 1–1    | 50 %    | 1–1             | 0–0             | 0–0           |
| Beatriz Haddad Maia  | 3        | 2–1    | 66,67 % | 2–1             | 0–0             | 0–0           |
| Total                | 106      | 49–57  | 46,23 % | 28–33 (46,77 %) | 17–19 (47,22 %) | 3–4 (42,86 %) |

### Victorias sobre Top 10
| Temporada | 2021 | 2022 | 2023 | 2024 | 2025 | Total |
| Victorias | 6    | 2    | 3    | 2    | 1    | 13    |

| #    | Jugadora            | Rkn    | Evento                                  | Superficie        | Ronda | Resultado           | RPB    |
| ---- | ------------------- | ------ | --------------------------------------- | ----------------- | ----- | ------------------- | ------ |
| 2021 |                     |        |                                         |                   |       |                     |        |
| 1.   | Ashleigh Barty      | N.º 1  | Torneo de Charleston, Estados Unidos    | Tierra batida (v) | CF    | 6–4, 6–3            | N.º 71 |
| 2.   | Iga Świątek         | N.º 8  | Juegos Olímpicos de Tokio, Japón        | Dura              | 2R    | 6–3, 7–6(7–4)       | N.º 29 |
| 3.   | Aryna Sabalenka     | N.º 3  | Masters de Cincinnati, Estados Unidos   | Dura              | 2R    | 5–7, 6–2, 7–6(7–4)  | N.º 29 |
| 4.   | Barbora Krejčíková  | N.º 5  | Masters de Indian Wells, Estados Unidos | Dura              | 4R    | 6–1, 7–5            | N.º 27 |
| 5.   | Aryna Sabalenka     | N.º 2  | WTA Finals, Guadalajara                 | Dura              | RR    | 6–4, 6–0            | N.º 10 |
| 6.   | María Sákkari       | N.º 6  | WTA Finals, Guadalajara                 | Dura              | RR    | 7–6(7–4), 6–4       | N.º 10 |
| 2022 |                     |        |                                         |                   |       |                     |        |
| 7.   | Barbora Krejčíková  | N.º 4  | Torneo de Sídney, Australia             | Dura              | F     | 6–3, 4–6, 7–6(7–4)  | N.º 9  |
| 8.   | Ons Jabeur          | N.º 10 | Torneo de Stuttgart, Alemania           | Tierra batida (i) | CF    | 7–6(11–9), 1–6, 6–3 | N.º 3  |
| 2023 |                     |        |                                         |                   |       |                     |        |
| 9.   | Daria Kasátkina     | N.º 8  | Torneo de Stuttgart, Alemania           | Tierra batida (i) | 1R    | 6–1, 6–1            | N.º 31 |
| 10.  | Coco Gauff          | N.º 6  | Masters de Madrid, España               | Tierra batida     | 3R    | 6–3, 6–0            | N.º 42 |
| 11.  | Ons Jabeur          | N.º 7  | Masters de Roma, Italia                 | Tierra batida     | 2R    | 6–1, 6–4            | N.º 35 |
| 2024 |                     |        |                                         |                   |       |                     |        |
| 12.  | Jessica Pegula      | N.º 3  | Masters de Pekín, China                 | Dura              | 4R    | 6–4, 6–0            | N.º 19 |
| 13.  | Beatriz Haddad Maia | N.º 10 | Torneo de Ningbo, China                 | Dura              | CF    | 6-3, 6-2            | N.º 15 |
| 2025 |                     |        |                                         |                   |       |                     |        |
| 14.  | Coco Gauff          | N.º 3  | Abierto de Australia 2025, Australia    | Dura              | CF    | 7-5, 6–4            | N.º 12 |

### Victorias sobre n.º 1
| Resultado     | # | Jugadora       | Evento                    | Superficie        | Ronda | Resultado |
| ------------- | - | -------------- | ------------------------- | ----------------- | ----- | --------- |
| Semifinalista | 1 | Ashleigh Barty | Torneo de Charleston 2021 | Tierra batida (v) | CF    | 6-4, 6-3  |

## Exhibiciones

#### Liga Mundial de Tenis

###### 2022
Participa en la primera edición de la Liga Mundial de Tenis en Dubai como componente el Equipo Halcones junto a Novak Djokovic, Aryna Sabalenka y Grigor Dimitrov. Paula juega un partido de dobles mixtos junto a Grigor Dimitrov enfretándose a Anastasia Pavlyuchenkova y Dominic Thiem y uno individual enfrentándose a Caroline García. 

###### 2023
Participa en la segunda edición celebrada en Abu Dabi como componente del Equipo Kites junto a Stefanos Tsitsipas, Aryna Sabalenka, Grigor Dimitrov y Lloyd Harris como suplente.Paula juega dos partidos de dobles femeninos junto a Aryna Sabalenka enfrentándose a  Mirra Andreeva y Sofia Kenin y a Sorana Cîrstea y Elena Rybakina. 
También juega dos partidos de dobles mixtos, uno junto a Stefanos Tsitsipas en el cual se enfrentan a Sofia Kenin y a  Daniil Medvedev y otro junto a Lloyd Harris enfrentándose a Sorana Cîrstea y Taylor Fritz.

###### 2024
Participa en una nueva edición celebrada en Abu Dabi como componente del Equipo Águilas junto a Stefanos Tsitsipas, Iga Świątek y Alexander Shevchenko. Disputa un partido de dobles mixtos junto a Shevchenko enfrentándose a Jasmine Paolini y Casper Ruud; otro de dobles femeninos junto a Świątek enfrentándose a Mirra Andreeva y Aryna Sabalenka  y uno individual en el que se enfrenta a Aryna Sabalenka. 

### Tie Break Tens

###### 2022
Participó en la edición celebrada en Indian Wells junto a Amanda Anisimova, Leylah Fernandez, Ons Jabeur, Naomi Osaka, Aryna Sabalenka y Maria Sakkari. 
Paula se enfrenta a Leylah Fernandez venciendo 10-3 y a Amanda Anisimova perdiendo 10-6.

###### 2023
En la nueva edición celebrada en Indian Wells se juegan dobles mixtos y Paula lo hace junto a Cameron Norrie. Se enfrentan a la pareja conformada por Stefanos Tsitsipas y Maria Sakkari perdiendo 12-10. 

###### 2024
Su pareja de dobles, en la nueva edición celebrada de nuevo en Indian Wells, es Stefanos Tsitsipas. En su primer partido se enfrentan a la pareja formada por Iga Swiatek y Hubert Hurkacz ganando 10-2. En la semifinal se enfrentan a Qinwen Zheng y Frances Tiafoe ganando 10-3. En la final pierden 10-8 contra Ben Shelton y Emma Navarro. 

### US Open Mixed Madness

###### 2024
Disputa en el Estadio Arthur Ashe de Nueva York su pareja de dobles es Stefanos Tsitsipas. Paula y Stefanos son los ganadores del torneo al vencer en la final 6-4 a Anisimova y Fritz. 

## Vida personal
Tras relacionársele con David Broncano, desde inicios del 2021, mantenía una relación con el actor cubano Juan Betancourt, el cual por diferencias terminaron su relación a fines de marzo del 2023, desde finales de abril de ese año, comenzó una relación romántica con el tenista griego Stefanos Tsitsipas.

## Condecoraciones
| Galardón                  | Año  |
| ------------------------- | ---- |
| Premios As del deporte    | 2021 |
| Regreso del Año de la WTA | 2024 |